# 九號鎮區 (阿肯色州本頓縣)
九號鎮區（英語：Township 9）是位於美國阿肯色州本頓縣的一個行政鎮區。根據2010年美國人口普查，該地共人口31362人，而該地的面積約為128.20平方千米。

## 地理
九號鎮區的座標為36°21′16″N 94°16′10″W / 36.35444°N 94.26944°W。